# سمفونی شماره ۳ (چایکوفسکی)

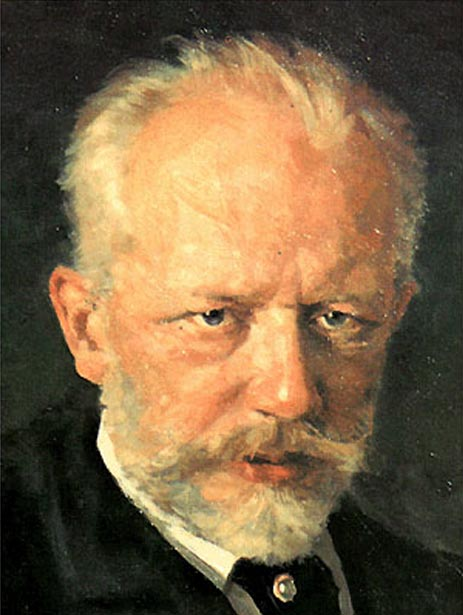
پرتره چایکوفسکی

سمفونی شماره ۳ (انگلیسی: Symphony No. 3) اپوس ۲۹، سومین سمفونی مصنف و آهنگساز برجستهٔ روس، پیوتر ایلیچ چایکوفسکی است که در سال ۱۸۷۵ نوشته شد. این سمفونی چایکوفسکی از دو جهت جزو آثار برجسته وی محسوب می‌گردد، نخست اینکه سمفونی شماره
۳، جزو نخستین و تنها سمفونی در میان ۷ سمفونی وی محسوب می‌گردد که با گام ماژور آغاز می‌گردد و دیگر اینکه، تنها سمفونی مصنف است که دارای ۵ موومان می‌باشد.